# Велья (залив)

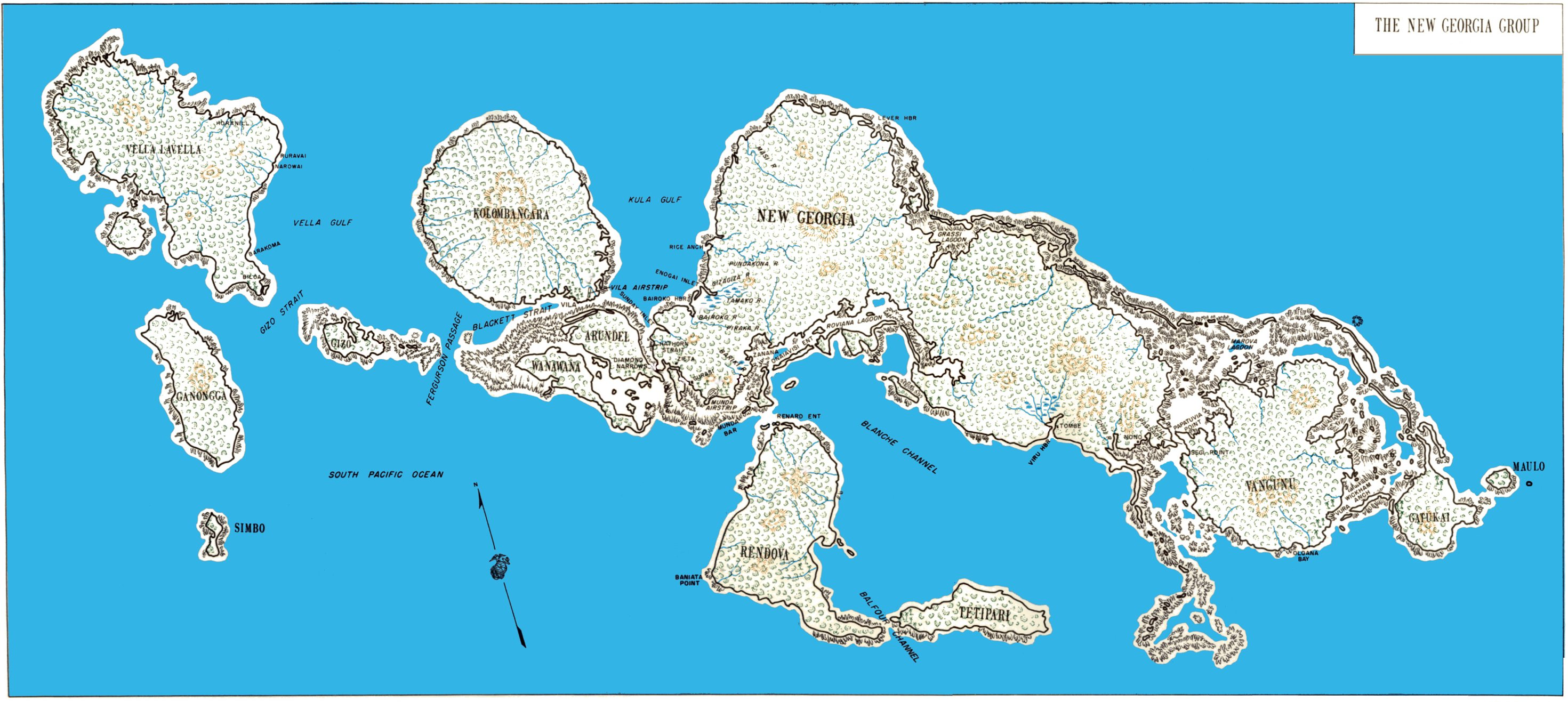
Залив Велья на карте островов Нью-Джорджия

Залив Велья — водный объект, расположенный в Западной провинции Соломоновых Островов. С северо-запада ограничен островом Велья-Лавелья, с юго-востока — островом Коломбангара, на юге от него находится остров Гизо. Залив Велья соединяет собой протекающий на севере пролив Нью-Джорджия с расположенным южнее Соломоновым морем.
В период Второй мировой войны акватория залива стала ареной нескольких морских сражений между Императорским флотом Японии и флотом США.